# 太平洋共同体
太平洋共同体（たいへいようきょうどうたい、英: Pacific Community、略称：SPC）は、1998年2月6日に南太平洋委員会を発展的に拡大した、太平洋の島嶼国を中心とする地域協力機構である。加盟国は南太平洋委員会の加盟国がそのまま引き継がれた形となった。本部はニューカレドニアのヌメアにある。

## 加盟国
- アメリカ合衆国
- イギリス
- フランス
- オーストラリア
- ニュージーランド
- ミクロネシア連邦
- マーシャル諸島
- パラオ
- グアム
- 北マリアナ諸島
- ナウル
- キリバス
- ツバル
- パプアニューギニア
- ソロモン諸島
- バヌアツ
- ニューカレドニア
- フィジー
- トンガ
- ウォリス・フツナ
- トケラウ
- サモア
- アメリカ領サモア
- ニウエ
- クック諸島
- フランス領ポリネシア
- ピトケアン諸島